# Quận Williamson, Texas
Quận Williamson (tiếng Anh: Williamson County) là một quận trong tiểu bang Texas, Hoa Kỳ. Quận lỵ đóng ở thành phố Georgetown. Theo kết quả điều tra dân số năm  2000 của Cục điều tra dân số Hoa Kỳ, quận có dân số 394.193 người. Quận được đặt tên theo Robert McAlpin Williamson.

## Thông tin nhân khẩu
Theo điều tra dân số 2 năm 2000, đã có 249.967 người, 86.766 hộ gia đình, và 66.983 gia đình sống trong quận. Mật độ dân số là 223 người trên một dặm vuông (86/km ²). Có 90.325 đơn vị nhà ở với mật độ trung bình là 80 cho mỗi dặm vuông (31/km ²). Cơ cấu chủng tộc của quận gồm 82,41% người da trắng, 5,12% da đen hay Mỹ gốc Phi, 0,45% người Mỹ bản xứ, 2,64% người châu Á, 0,08% người đảo Thái Bình Dương, 7,19% từ các chủng tộc khác, và 2,11% từ hai hoặc nhiều chủng tộc. 17,20% dân số là người Hispanic hay Latino thuộc chủng tộc nào. 17,9% là của Đức, 9,8% tiếng Anh, 8,8% và người Mỹ gốc Ailen 8,1% theo điều tra dân số năm 2000.
Có 86.766 hộ, trong đó 43,90% có trẻ em dưới 18 tuổi sống chung với họ, 64,00% là các cặp vợ chồng sống với nhau, 9,60% có chủ hộ là nữ không có mặt chồng, và 22,80% là không lập gia đình. 17,60% của tất cả các hộ gia đình đã được tạo thành từ các cá nhân và 4,60% có người sống một mình 65 tuổi trở lên đã được người. Bình quân mỗi hộ là 2,82 và cỡ gia đình trung bình là 3,21.
Trong quận, độ tuổi dân số với 30,00% ở độ tuổi dưới 18,% 8,10 18-24, 35,60% 25-44, 19,10% 45-64, và 7,40% người 65 tuổi trở lên. Tuổi trung bình là 32 năm. Cứ mỗi 100 nữ có 99,30 nam giới. Cứ mỗi 100 nữ 18 tuổi trở lên, đã có 96,70 nam giới.
Thu nhập trung bình cho một hộ gia đình trong quận đã được 60.642 USD, và thu nhập trung bình cho một gia đình là $ 66,208. Nam giới có thu nhập trung bình $ 43.471 so với 30.558 $ cho phái nữ. Thu nhập trên đầu cho các quận được $ 24,547. Giới 3,40% gia đình và 4,80% dân số sống dưới mức nghèo khổ, trong đó có 5,40% của những người dưới 18 tuổi và 5,90% có độ tuổi từ 65 trở lên. 